# 女人道 (高野参詣道)
女人道（にょにんみち）は、高野山（和歌山県高野町）が1872年（明治5年）に女人禁制を解くまで、女性が高野山を参拝するために高野山境内の周囲に置かれた女人堂を結ぶ巡礼路で、2016年（平成28年）に高野参詣道の一つとして、世界遺産「紀伊山地の霊場と参詣道」の構成資産に追加登録された。

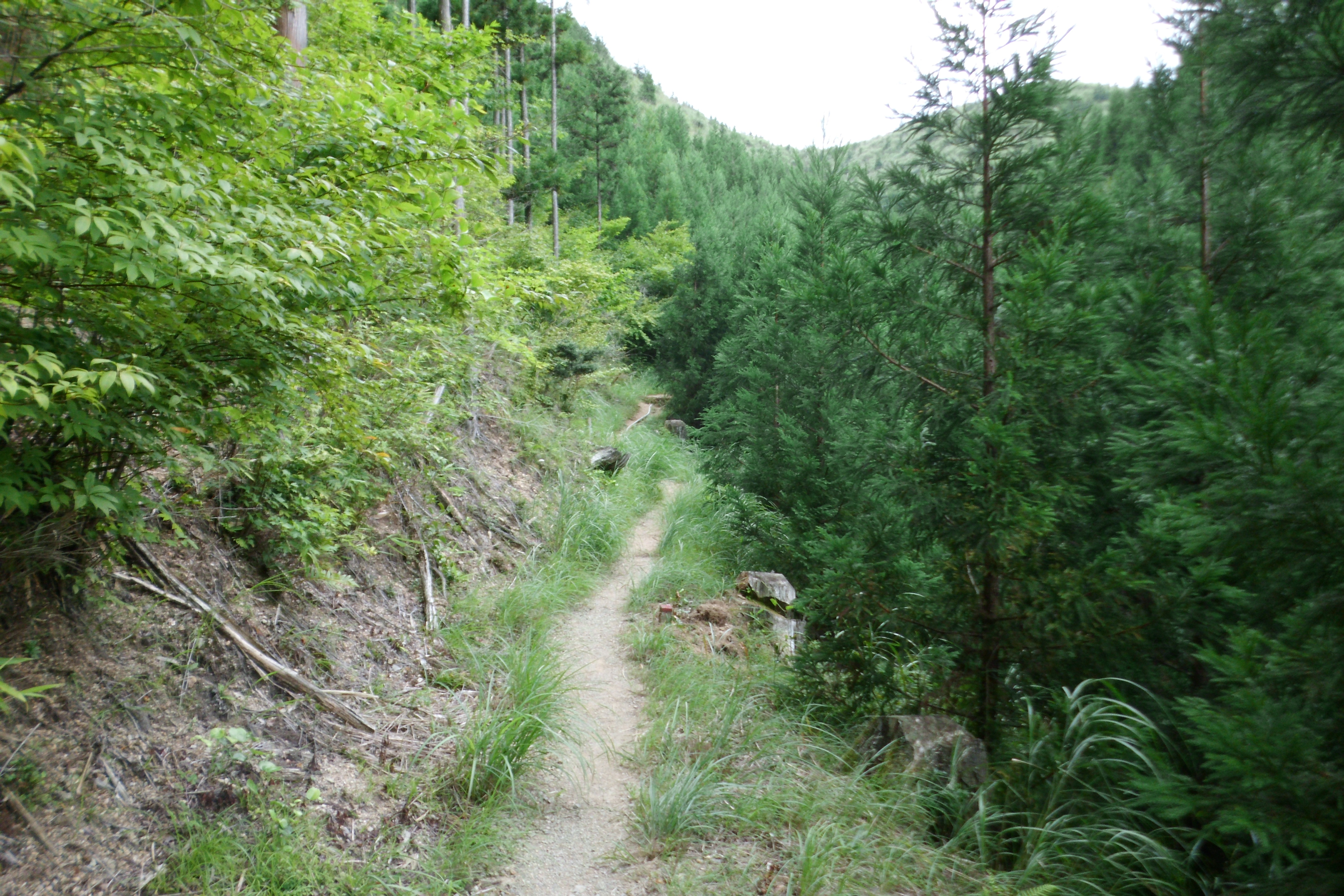
女人道

## 概要
高野山へ至る道は七本（高野七道）あり、それぞれの入口（高野七口）に女人結界が設けられ、女信徒ため籠り堂として七つの女人堂が建てられた。この女人堂を巡りつつ、高野三山と呼ばれる奥の院の背後に聳える摩尼山（1004ｍ）・楊柳山（1008ｍ）・転軸山（915ｍ）を越える行為を空海の行脚修行に見立てるため整備されたのが女人道となる。距離にして約17Km。途中、舗装されている区間や車道との並走もあり、そうした場所は世界遺産からは除外されている。
また、女人道とともに世界遺産となった高野参詣道の町石道、三谷坂、京大坂道不動坂、黒河道はいずれも高野山へ至る高野街道であるのに対し、女人道は高野山周囲に巡らされた巡礼道という性質の違いがある。
なお、実際には女人堂と高野七口・高野七道が必ずしも整合しているわけではない。
- 不動坂口女人堂＝京大坂道不動坂
- 谷上女人堂(跡)≠接続道なし
- 大門口女人堂(跡)＝町石道、但し大門口というが実際の大門脇にあるわけではなく町石道とも直接繋がってはいない
- 龍神口女人堂(跡)＝有田・龍神道、実際には大門脇にあり正面に町石道がある
- 相ノ浦口女人堂(跡)＝相ノ浦道
- 大滝口女人堂(跡)＝熊野古道小辺路
- 大峰口女人堂(跡)＝大峰道、近代の道路（国道371号・高野龍神スカイライン）と駐車場整備に伴い直接大峰道と繋がってはいない、また往時の大峰口と女人堂も近接していない
- 黒河口女人堂(跡)＝黒河道

## 歩き方
特に起点となる場所が決められているわけではなく、一般に高野山山門の大門に接続する大門口女人堂跡（実際に大門脇にあるのは龍神口女人堂跡）を起点と解釈する例が多いが、現実的には南海鋼索線（ケーブルカー）の高野山駅から南海りんかんバスで最初の停留所となる不動坂口女人堂からスタートするのが動きやすい。本来は右繞（時計回り）が正しいという説もあるが、右回り左回りどちらでも構わない。
実際には不動坂口女人堂を起点とし、左回り（反時計回り）で歩く人が多いとのことで、それに従う。
不動坂口女人堂→谷上女人堂跡→弁天岳(984ｍ)・獄弁天→大門口（女人堂跡）→大門→龍神口（女人堂跡）→相ノ浦口（女人堂跡）→轆轤峠・大滝口（女人堂跡）→円通律寺参道→大峰口女人堂跡→奥の院脇参道→摩尼山→楊柳山→転軸山→粉撞峠（子継峠）→黒河口（女人堂跡）→不動坂口女人堂
※大峰口女人堂跡～摩尼山間は奥の院脇参道を通るが、脇参道は結界となる玉川の内側にあり、女人禁制時代にはここを通ることはできなかった
※大滝口～円通律寺参道間の真別処分岐までの区間は熊野古道小辺路と重複する
※楊柳山～転軸山間の粉撞峠から黒河口女人堂跡までの区間は黒河道と重複する

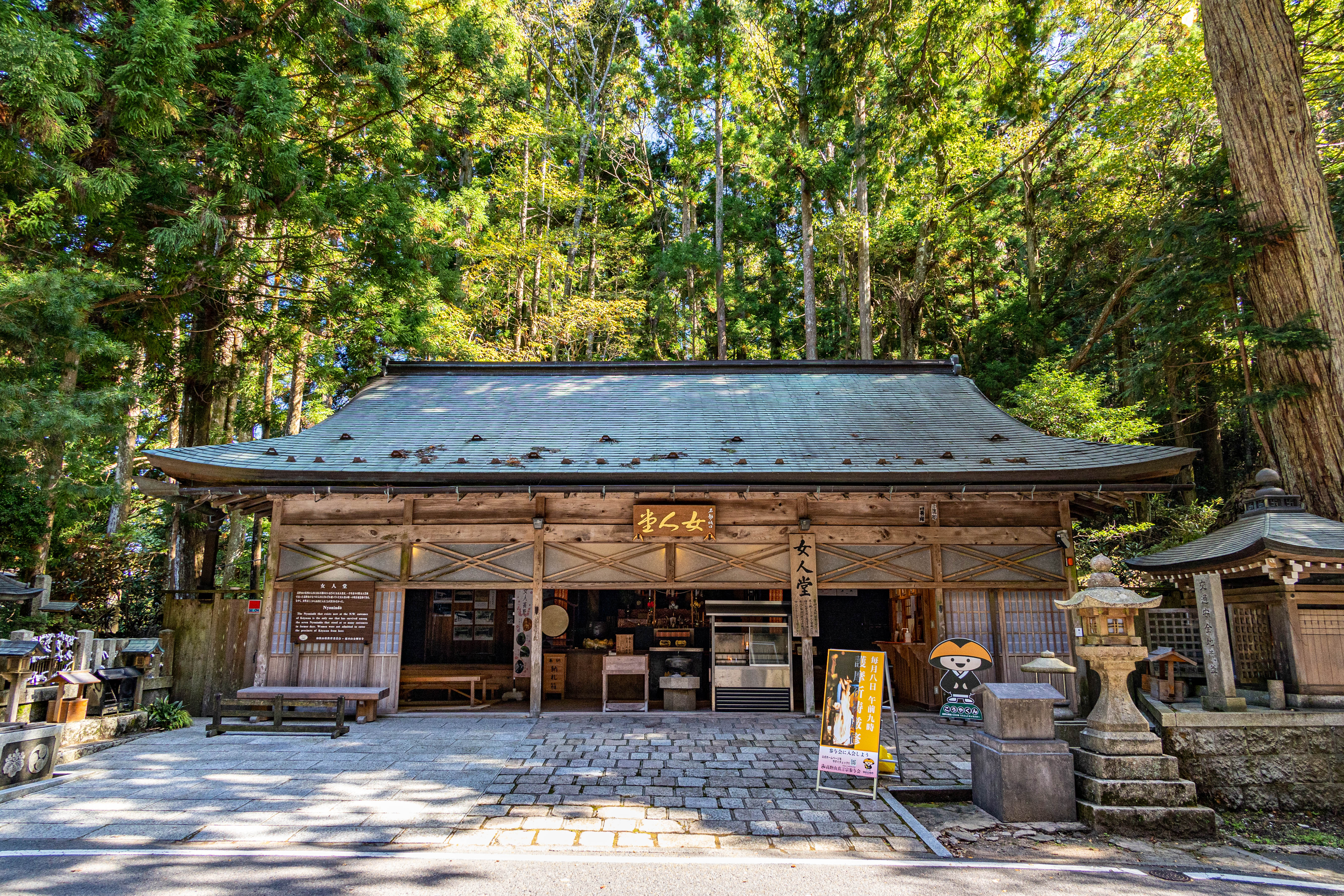
不動坂口女人堂
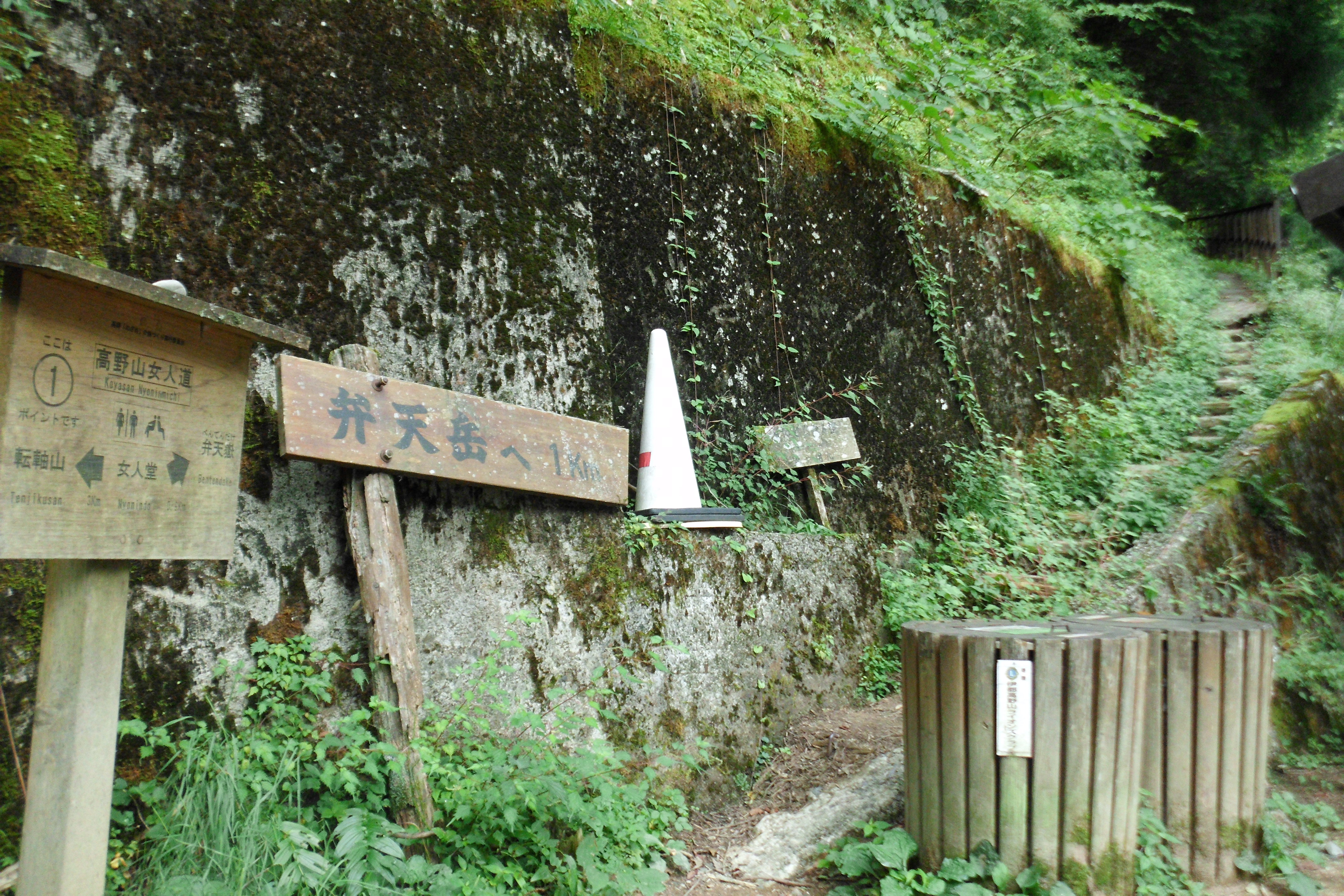
起点となる不動坂口
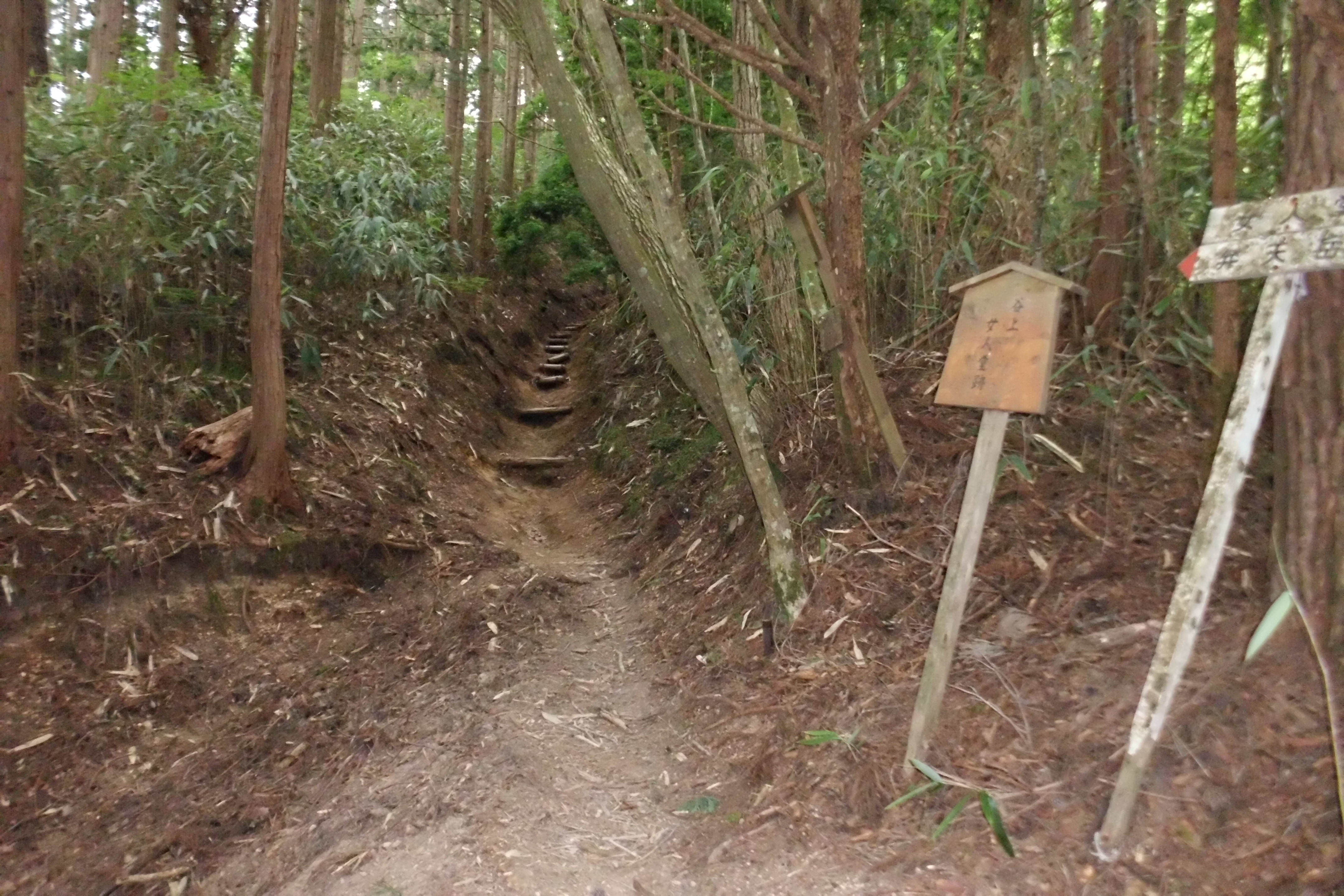
谷上女人堂跡
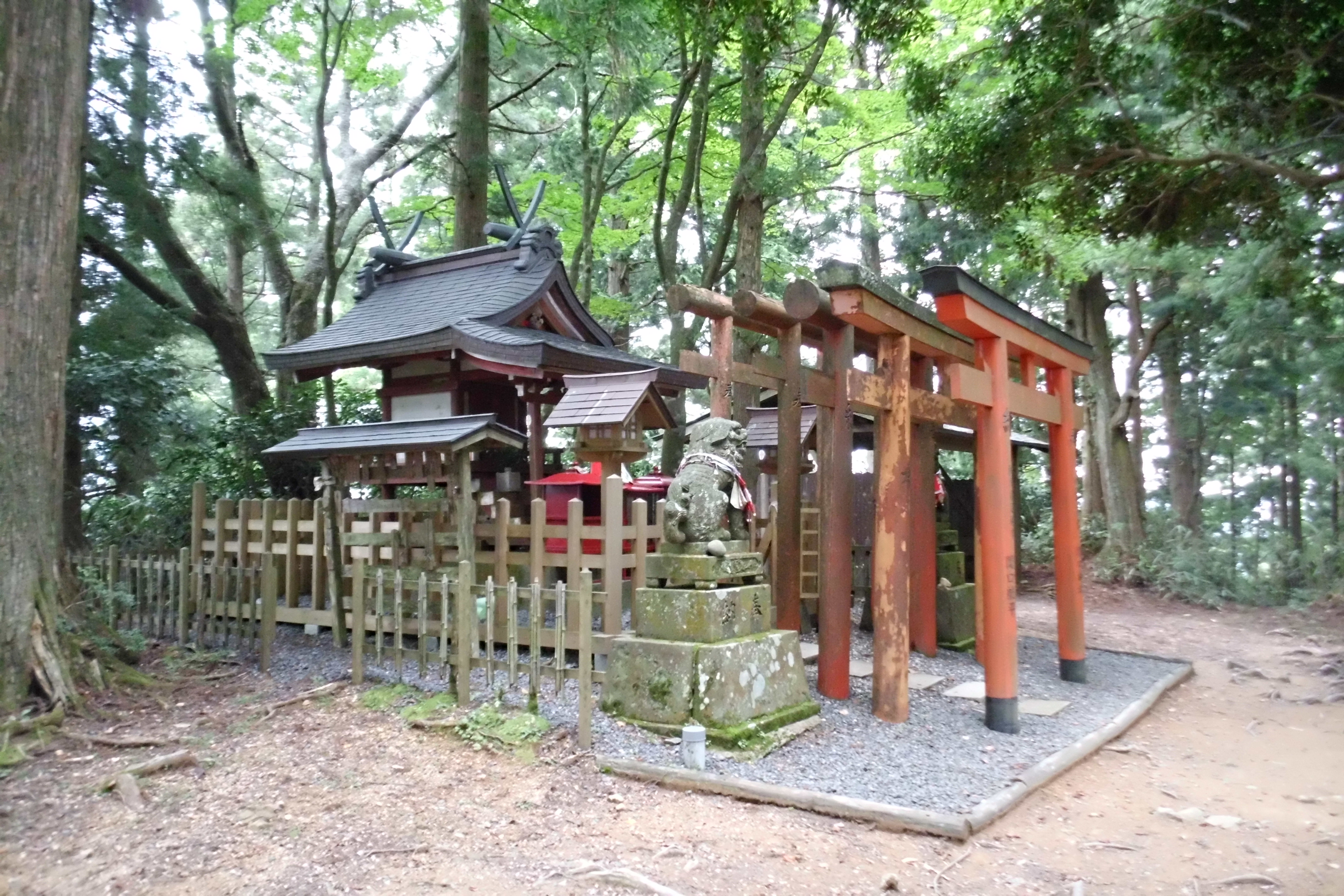
弁天岳山頂の獄弁天
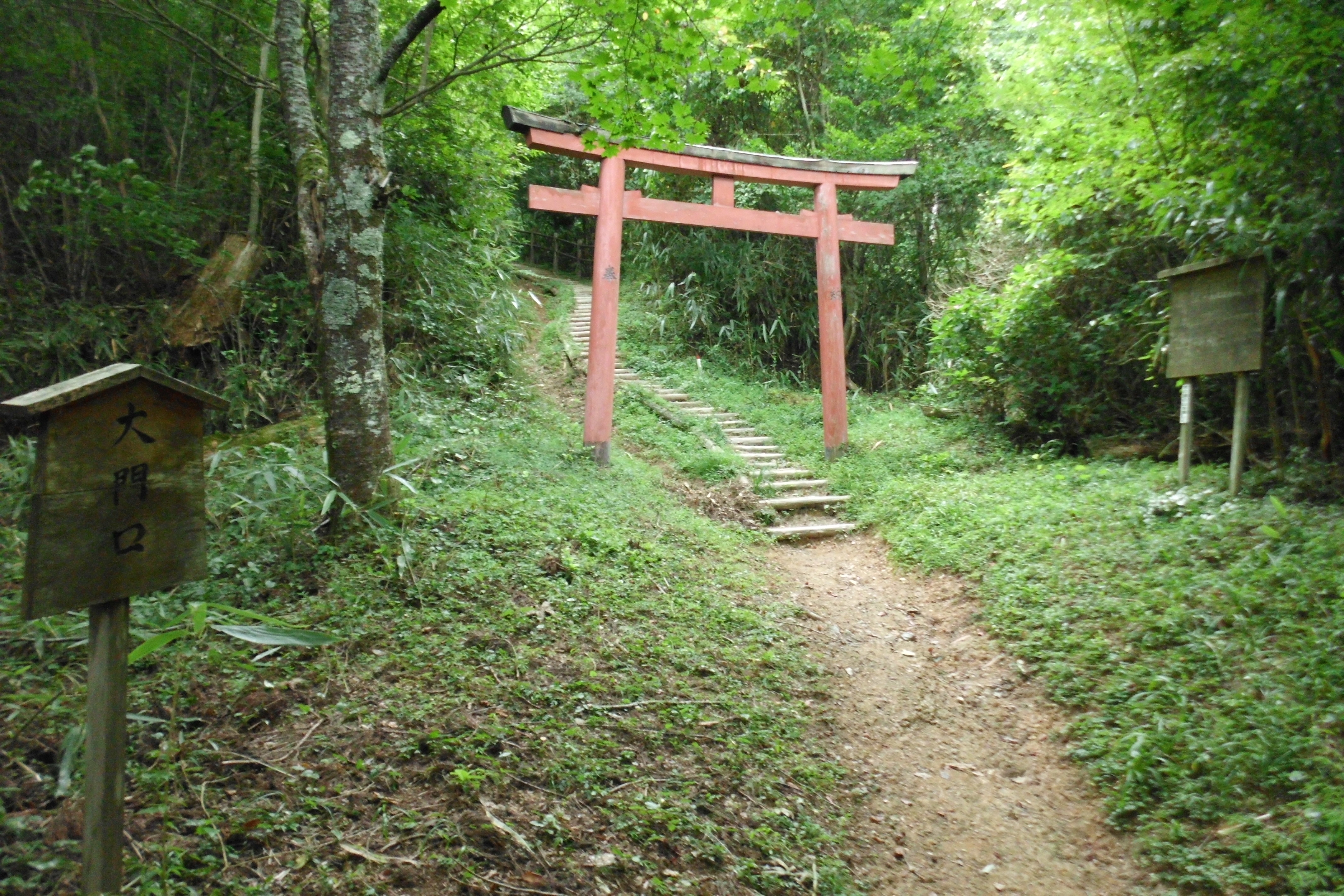
大門口
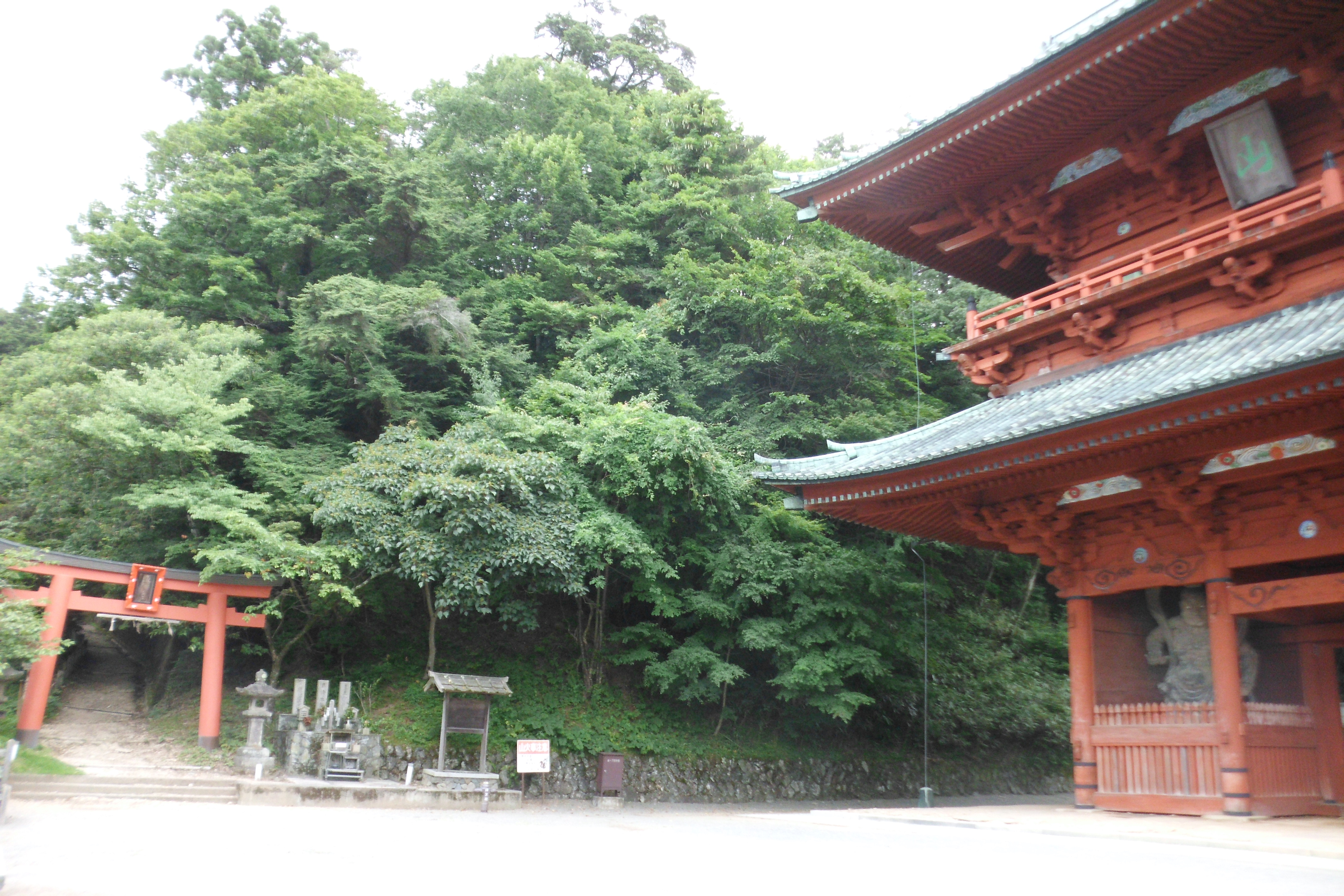
大門と女人道口(左の鳥居部分)
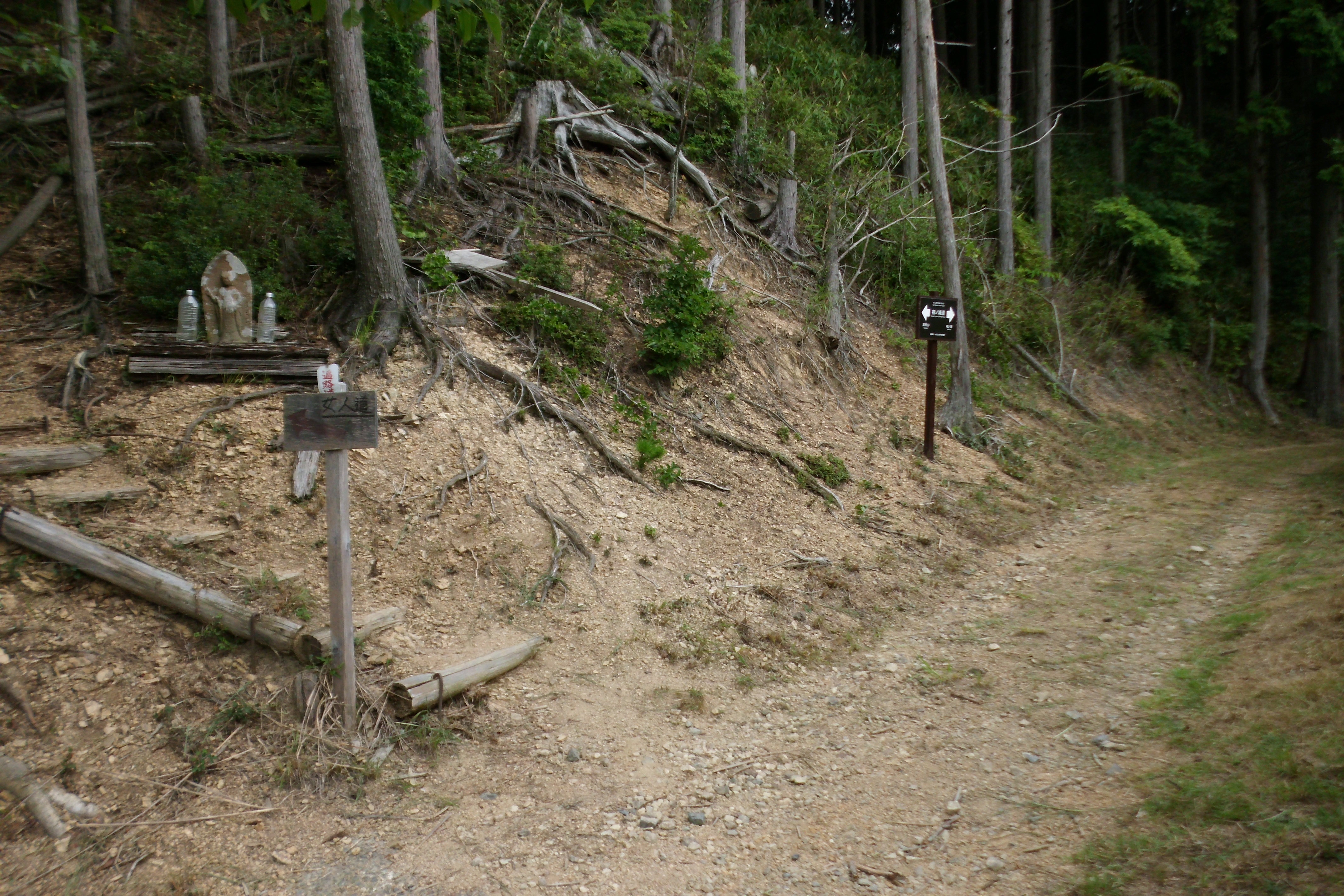
相ノ浦口
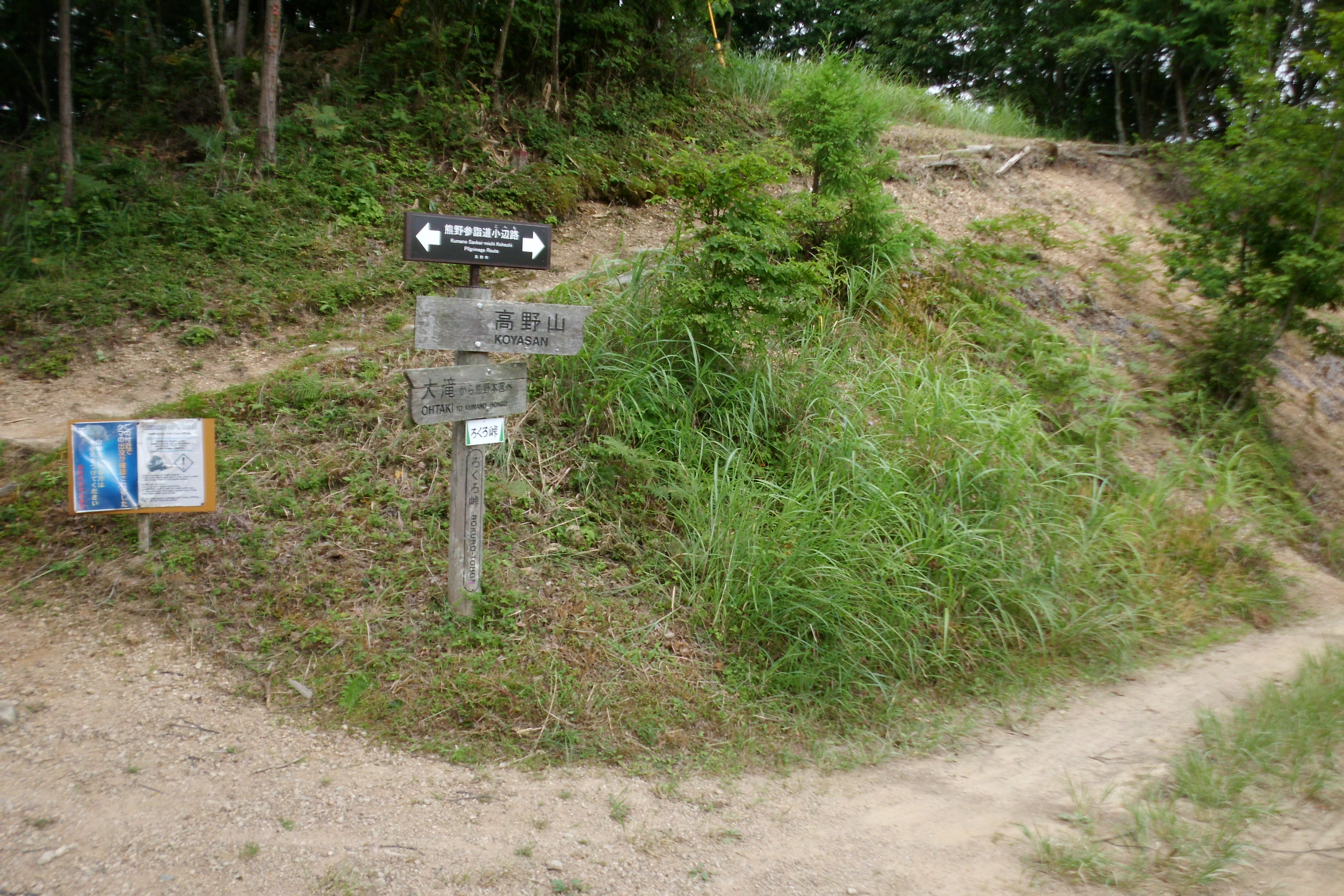
轆轤峠
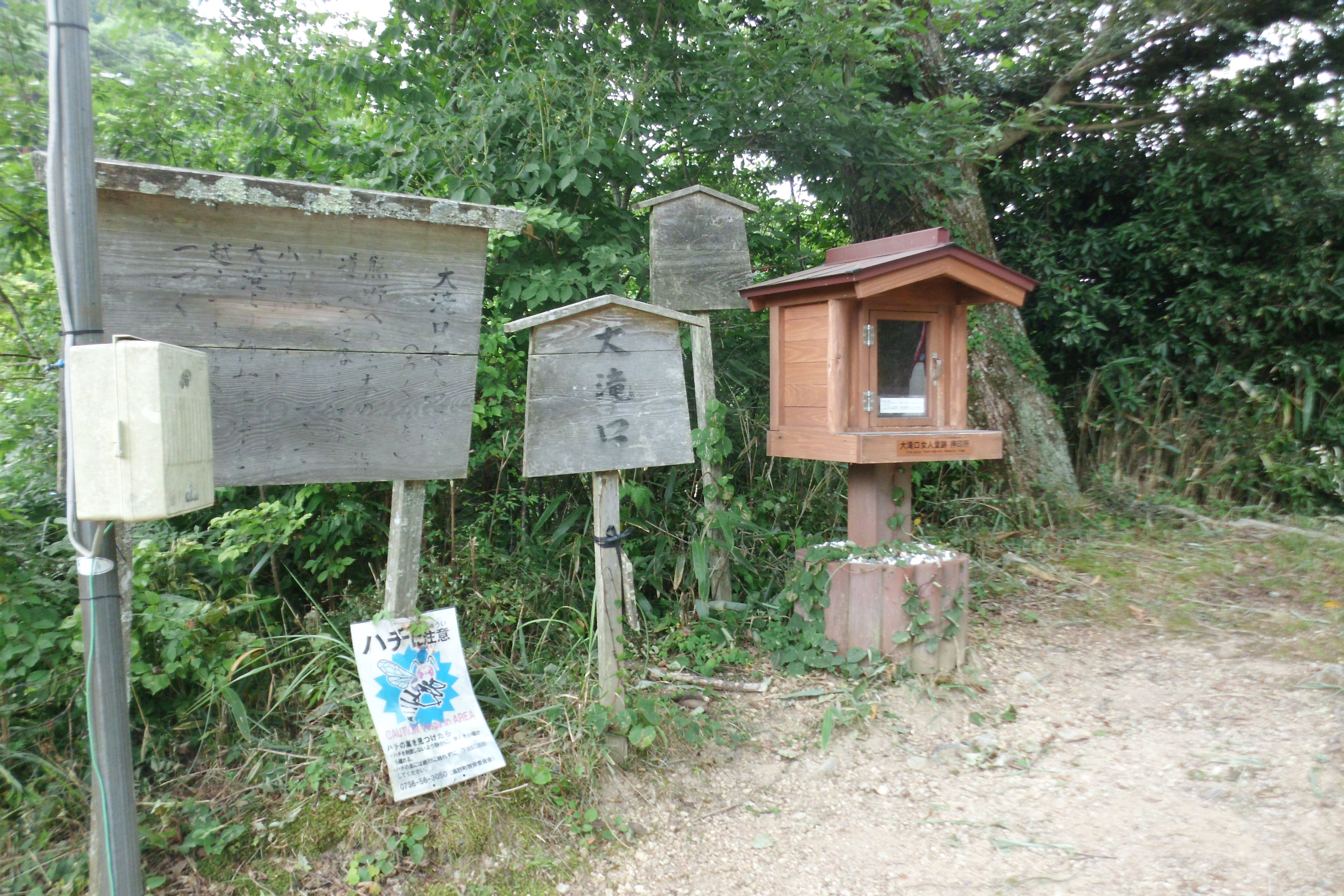
大滝口
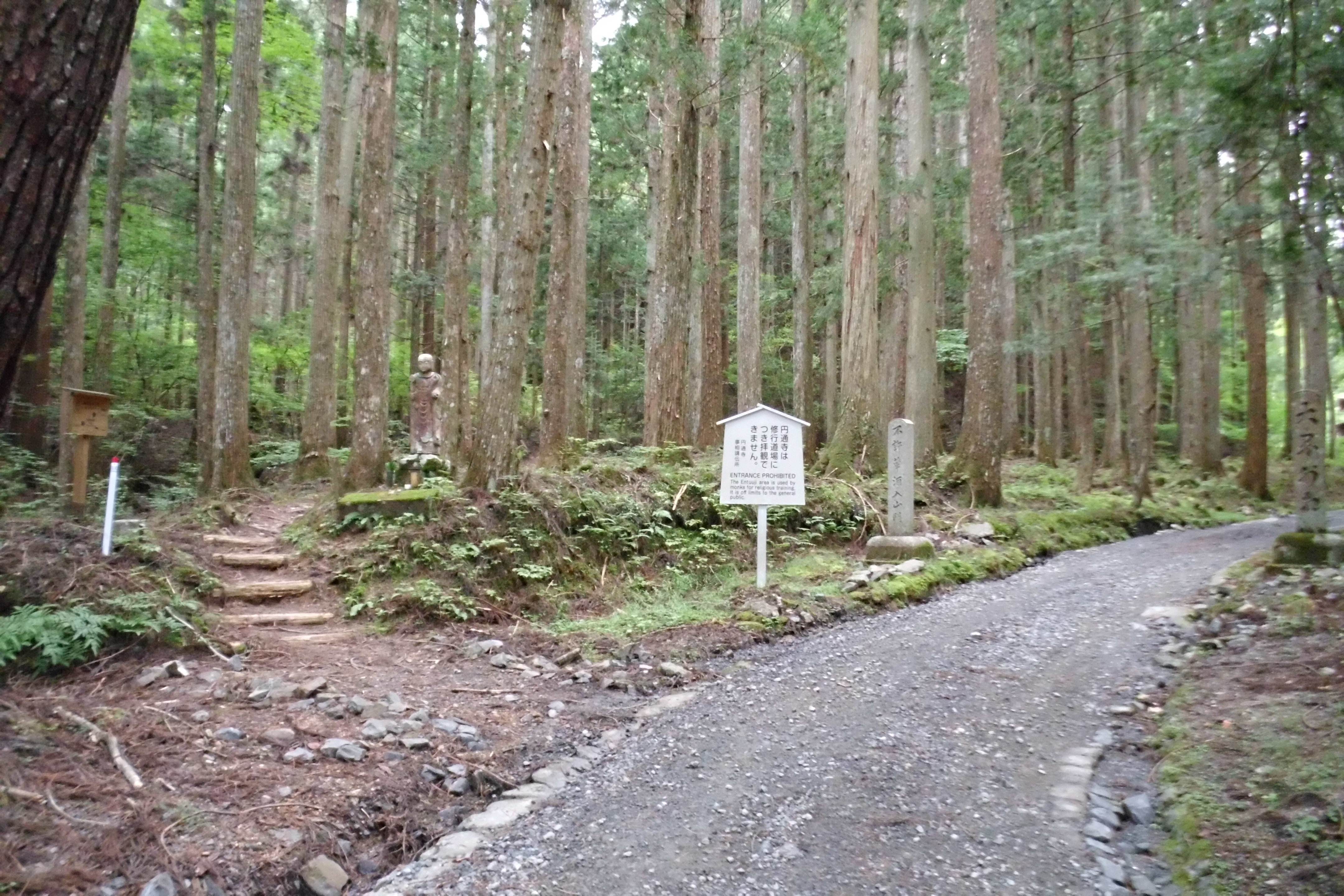
円通律寺参道(右)と女人道(左)
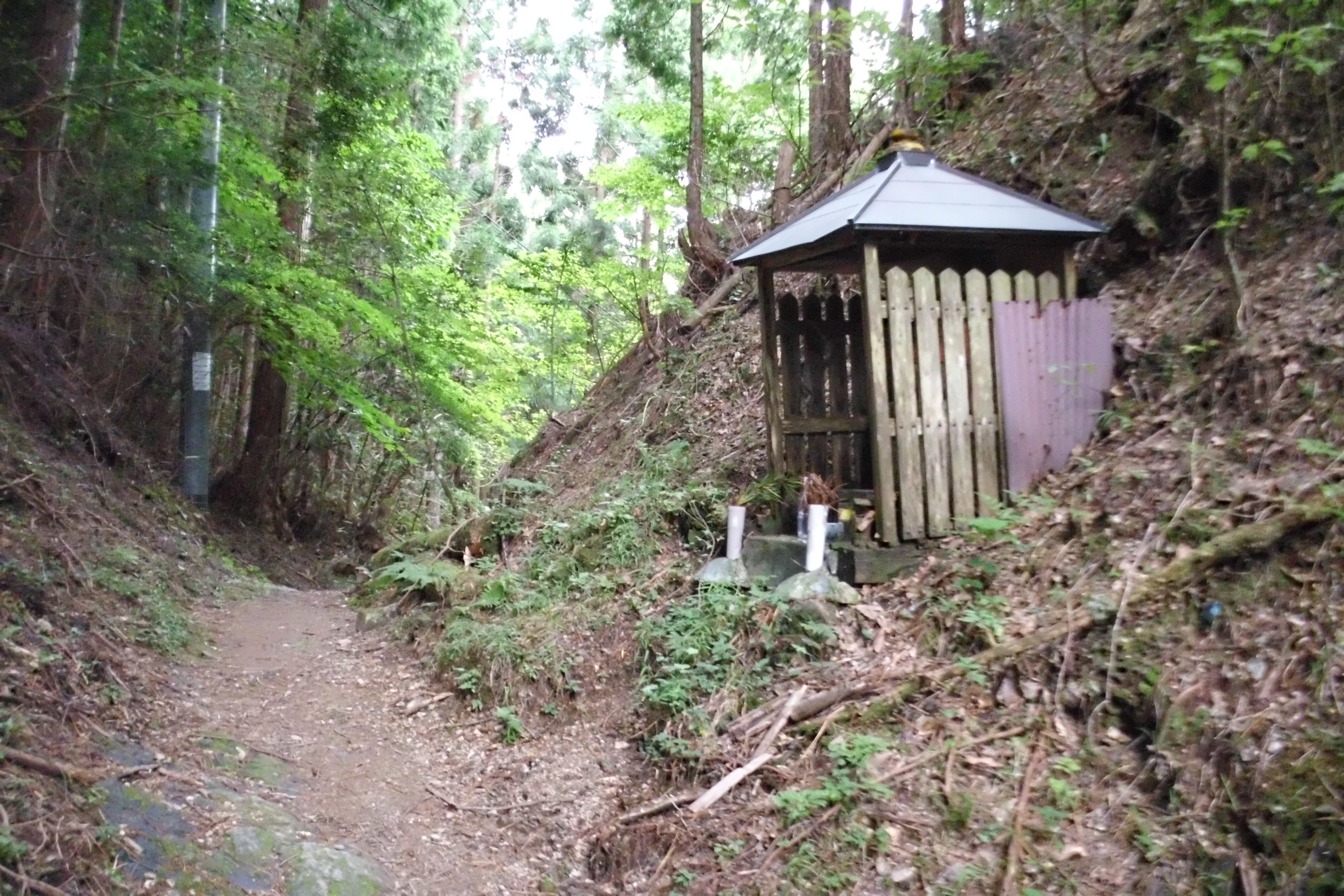
弥勒峠
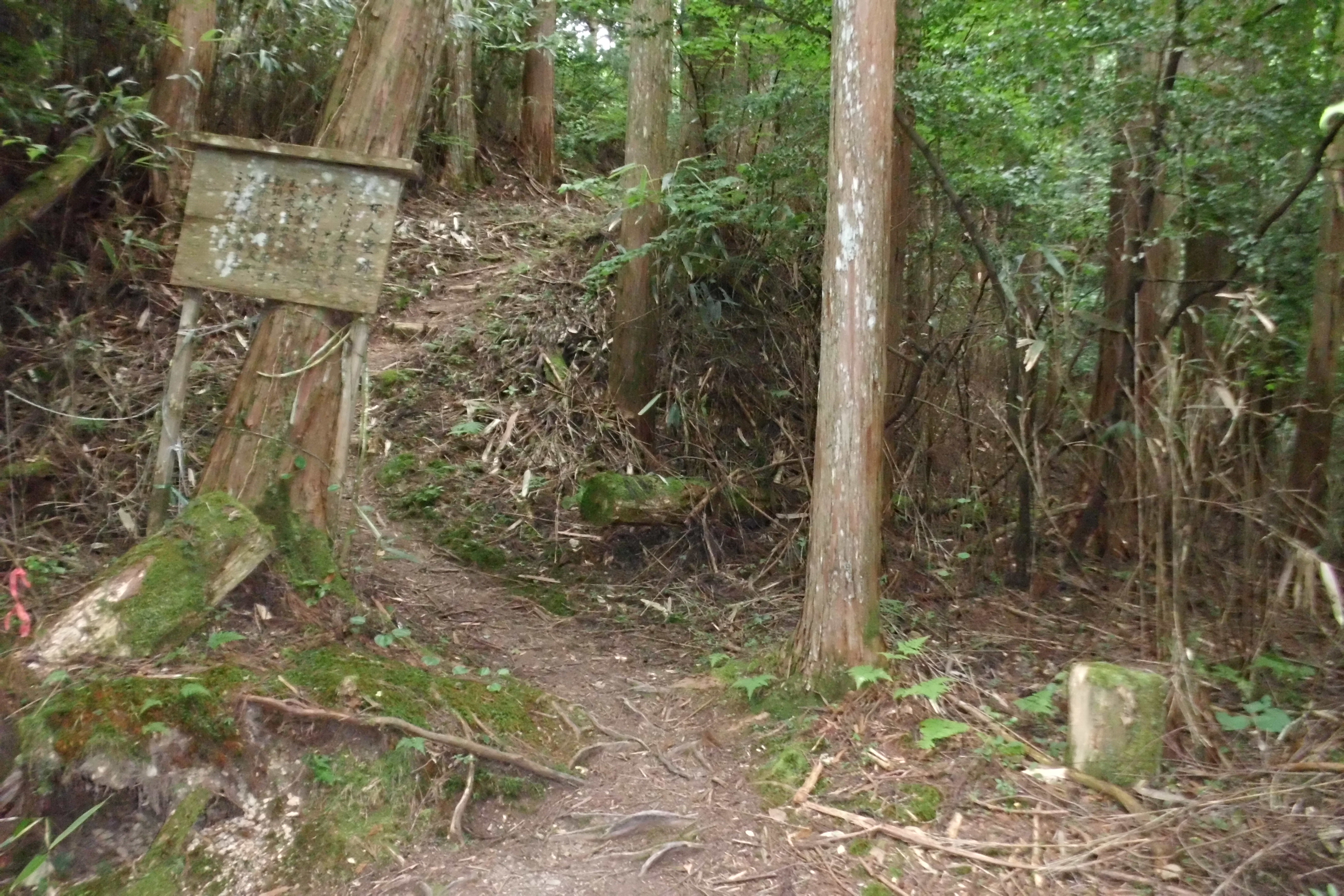
大峰口女人堂跡
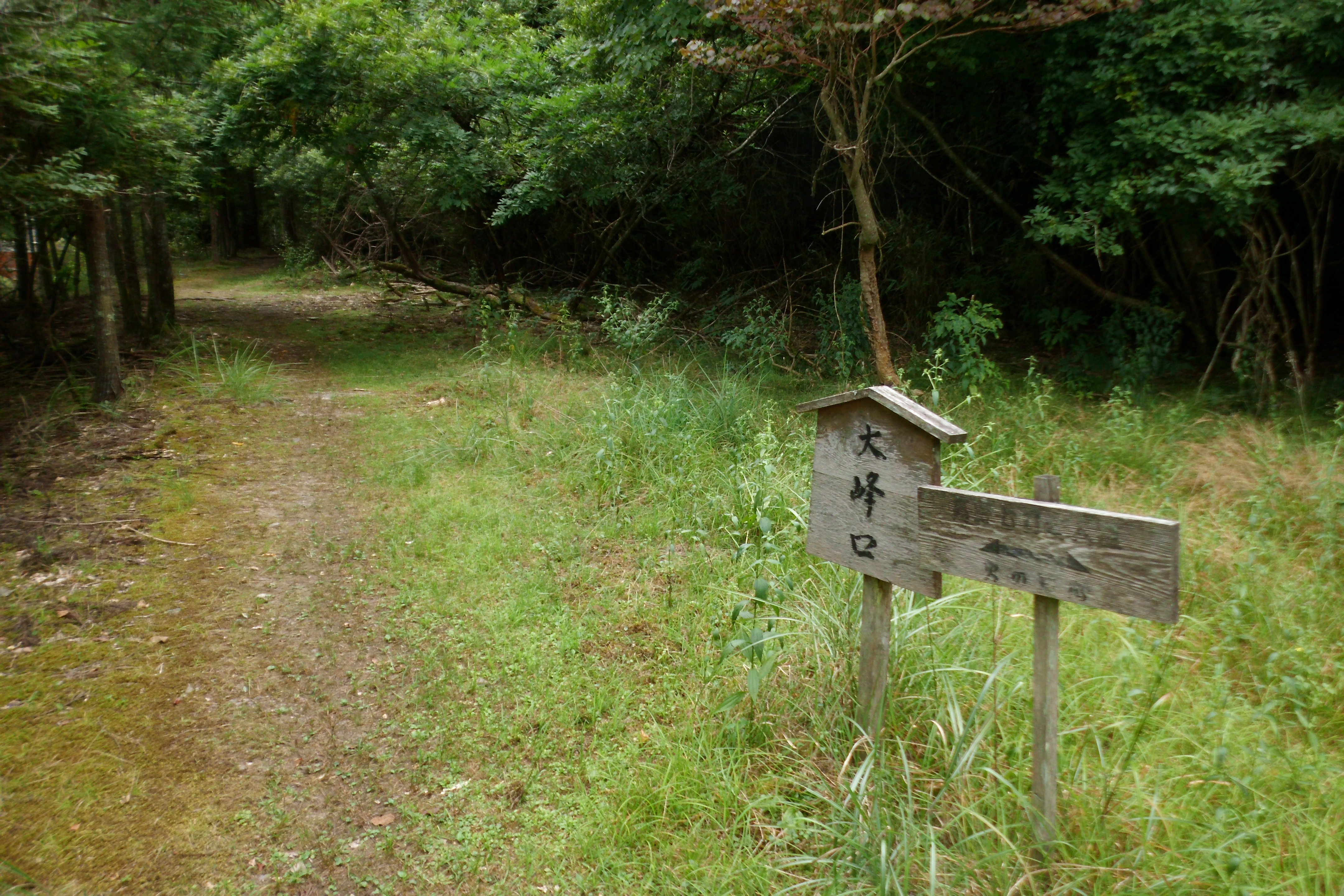
大峰口
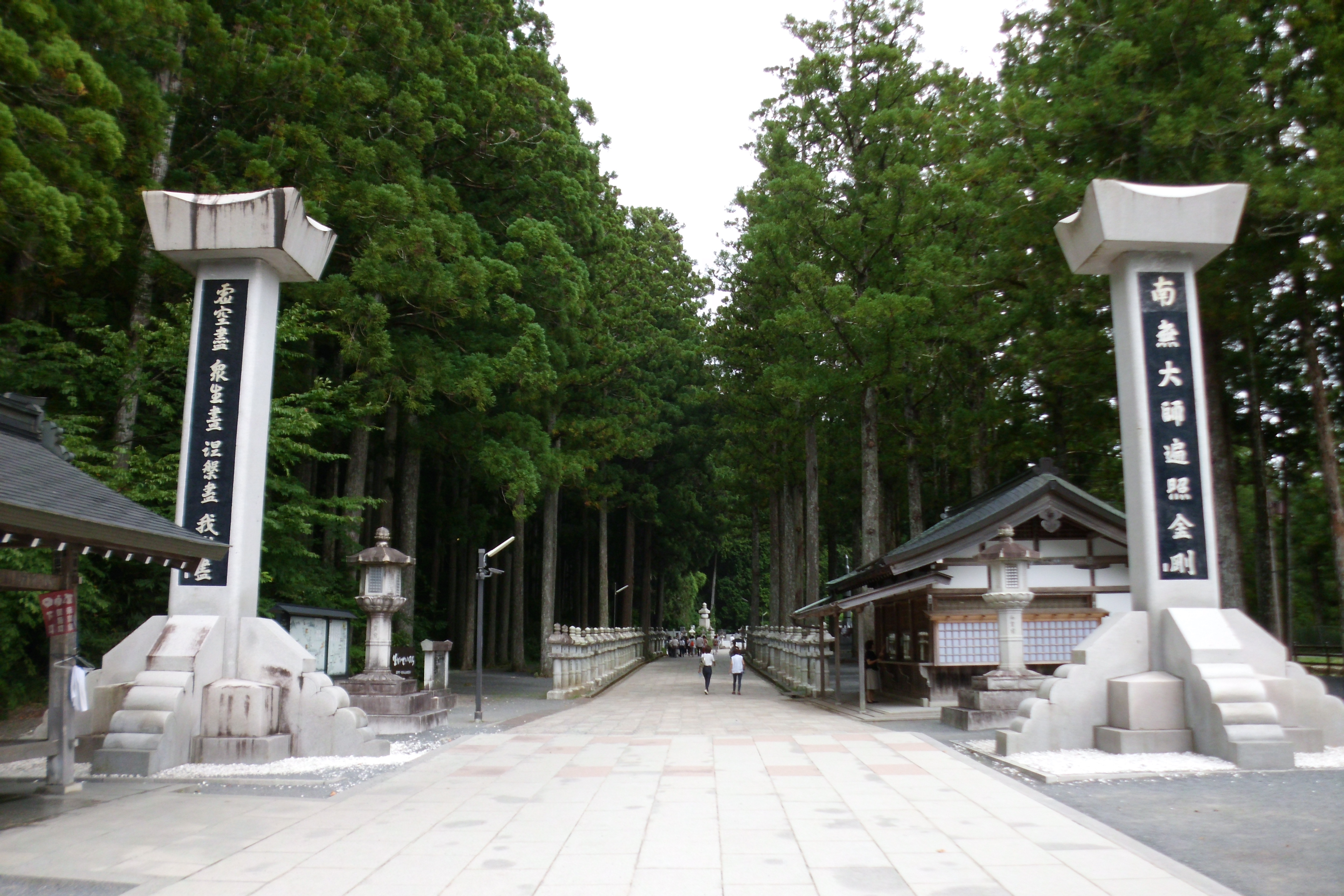
奥の院参道
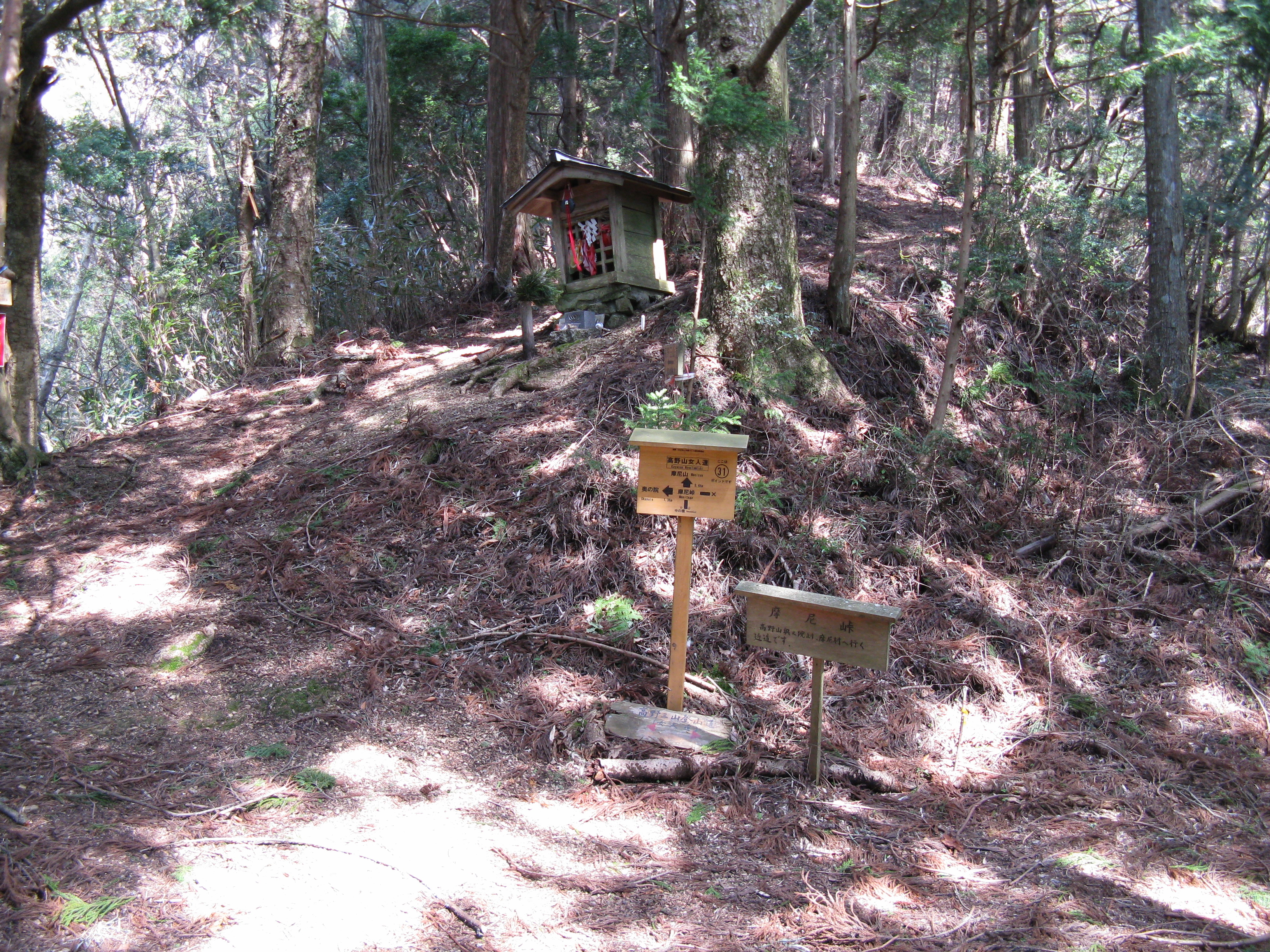
摩尼山の摩尼峠

## 問題点

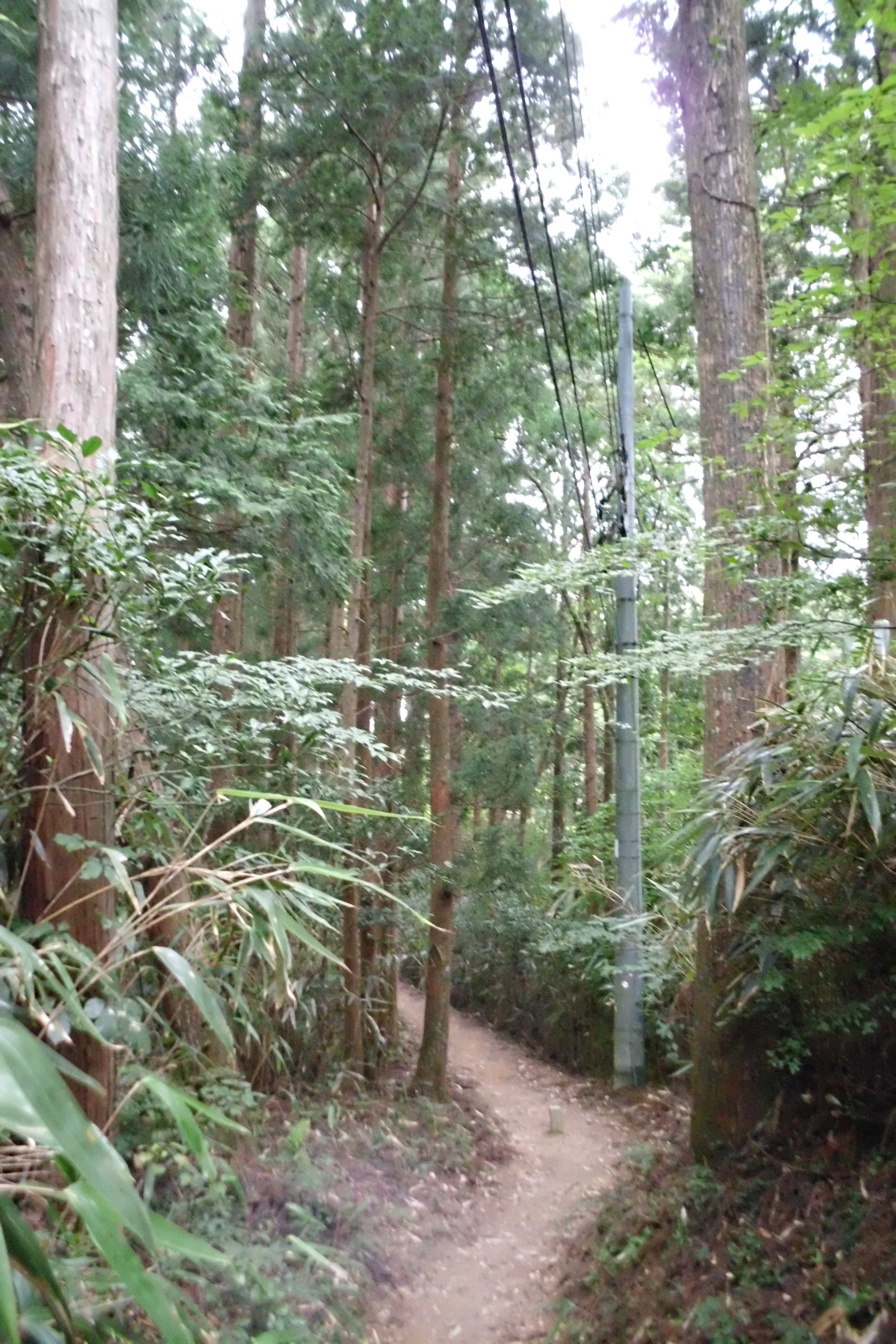
木立に電柱が紛れ込む

女人道の所々で電柱・電線と並行する箇所があり、景観破壊・環境破壊が見られる。高野山内へ電気を引く際、女人道は資材搬入に便利で工事のしやすさもあったことによる。

## その他
女人道は参詣道やハイキングコースとしてのみならず、女性ランナーだけのトレイルランニングレースを開催してそのルートにもなっている。